# 马来西亚医疗健保

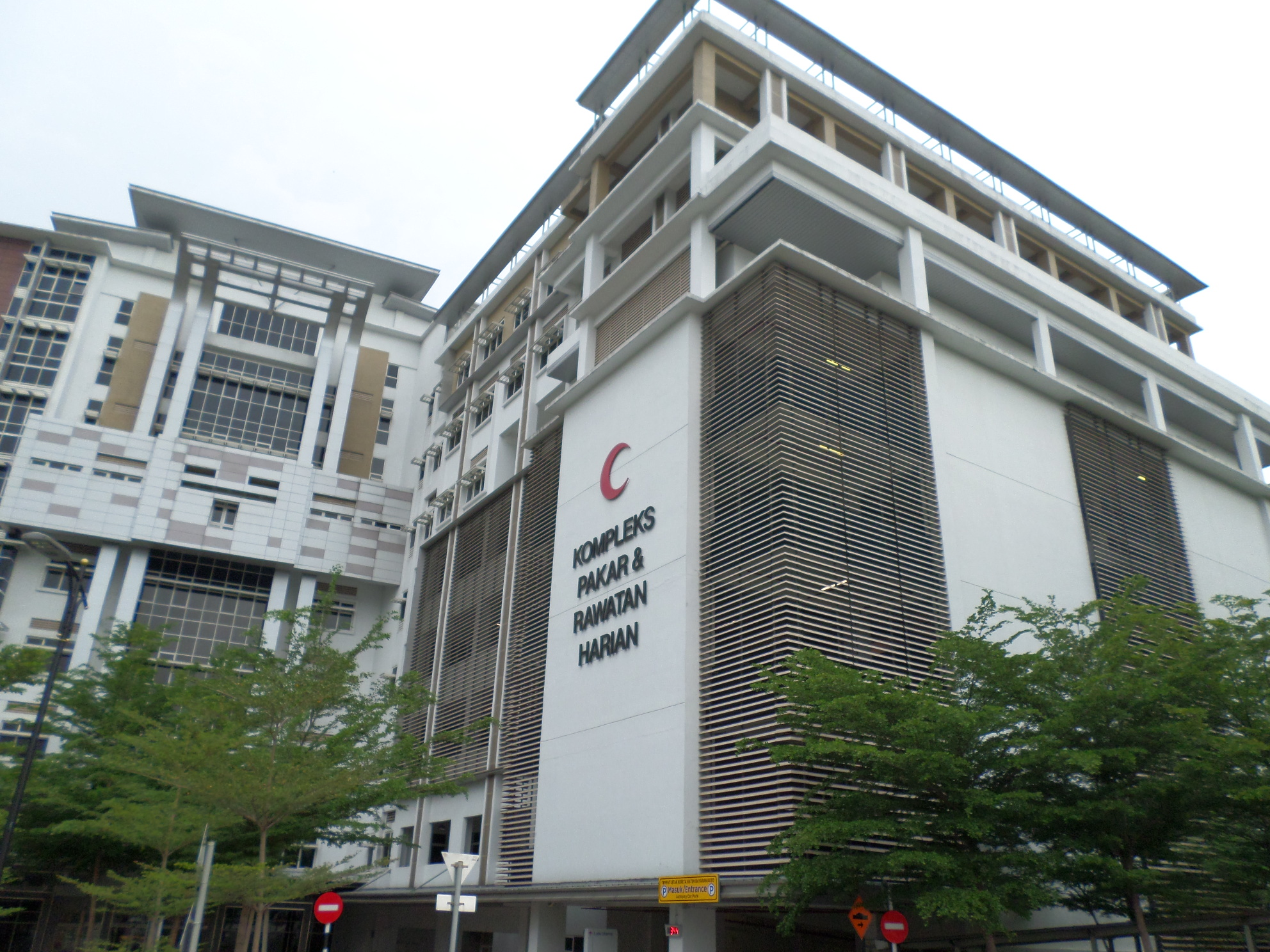
一所位于吉隆坡的政府公立医院

马来西亚的医疗保健主要由马来西亚卫生部负责。马来西亚拥有高效和广泛的医疗保健系统，运营由政府基层普及医疗系统和共存私人医疗系统组成的双层医疗保健系统。2005年新生婴儿死亡人数为10人，预期寿命为74岁。2017年，马来西亚也被美国《国际生活》杂志誉为「全球最佳医疗体系国家」，也是唯一位居前10名的亚洲国家。马来西亚的医疗保健和医疗体系与美国和西欧相比下仍有优势。

## 历史
马来西亚的医疗保健在英殖民时期前后发生了巨大的变革。在英殖民时期前，马来半岛的医疗护理是使用当地马来人、中国人、印度人和其他民族的传统疗法。英殖民时期，英国政府将西式医疗体系引进了马来半岛、砂拉越、北婆罗洲和新加坡。自1957年8月31日后，马来西亚卫生部也先后改良了许多由英殖民统治所留下来的医疗体系，以满足现今的医疗需求。

## 现今的马来西亚医疗保健
马来西亚现今拥有广泛的医疗保健系统。马来西亚卫生部对全国各地区规范了一个通用和统一的医疗保健系统。2005年，马来西亚的新生婴儿死亡率为10人，预期寿命则为74岁。此外，新生婴儿死亡率也从1957年的每千名活产中的75人降至2013年的7人。
马来西亚的医疗保健主要分为公立和私营。公立提供相当基本的医疗保健设施的，特别是在乡村地区。马来西亚政府于2009年制定了一项名为「1Care for 1Malaysia」的计划，以根「据需求使用，按能力付费」为原则进行医疗保健改革，但在实施方面进展甚微。马来西亚政府也非常重视医疗保健的扩张和发展，因此会在每年的财政预算案中拨款5％的发展预算投入到公共医疗保健中，这意味着医疗保健完整拨款会增加超过20亿令吉。随着人口不断增加和老龄化，马来西亚政府希望在许多方面改善现有的医疗体系，包括翻修现有的公立医院、建造更多的新公立医院、增加综合公立诊所的数量，以及改善远程医疗的培训和扩展。

### 医院
在马来西亚，政府的公立医院除拥有最多医学领域的专家之外，还拥有该国最好的医疗设备和设施。然而，政府的公立医院主要的缺点是医护人员短缺。此外，寻求治疗的患者人数导致需要排队等候很久。而私立医院则大多位于市区，并配有最新的诊断设备，也无需等候很久，但同时私立医院的医疗费用相对政府公立医院而言高出许多。
在马来西亚，任何马来西亚国民前往政府的公立医院或诊所，只需支付1令吉的象征性收费就可看门诊和免费领药。